# Dietmar Brockes

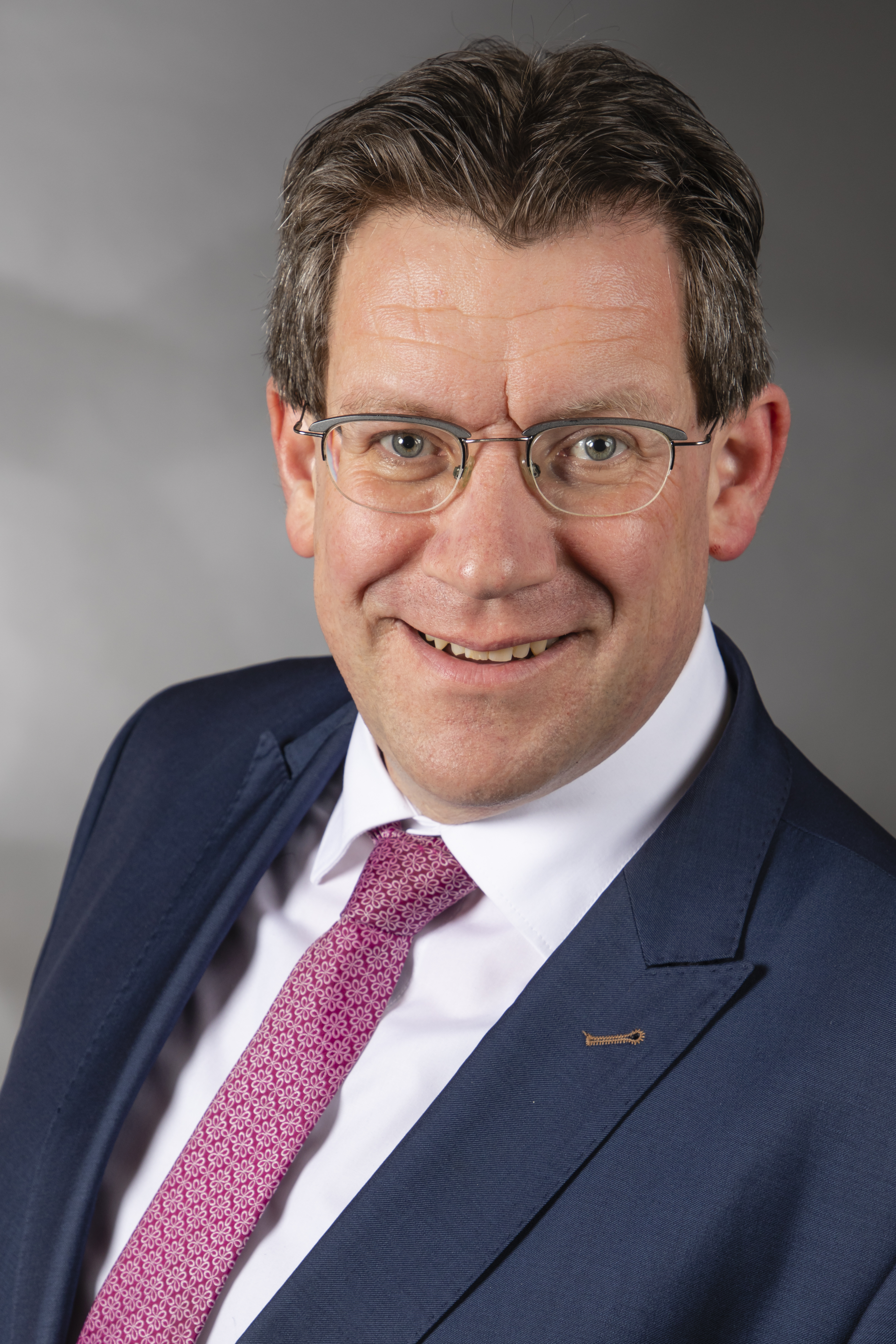
Dietmar Brockes, 2019

Dietmar Brockes (* 18. Dezember 1970 in Nettetal) ist ein deutscher Politiker (FDP). Er ist seit 2000 Abgeordneter im Landtag von Nordrhein-Westfalen.

## Ausbildung und Beruf
Dietmar Brockes besuchte die Katholische Grundschule in Bracht (Brüggen) und das bischöfliche Albertus-Magnus-Gymnasium Viersen-Dülken. Nach dem 1991 erworbenen Abitur absolvierte Brockes eine Ausbildung zum Bürokaufmann im Großhandel beim Computerhersteller Nokia Data. Danach war er für ein Jahr in der Materialwirtschaft beschäftigt.
Von 1994 bis 1998 studierte Brockes nach eigenen Angaben Betriebswirtschaft an der Fonty’s Hogeschool im niederländischen Venlo, welches er jedoch nicht abgeschlossen hat. 1996 bis 2002 war er mit einem Softwareversand- und Internetdienstleistungsunternehmen selbständig. Seit 2000 ist er für die FDP Mitglied des Landtags Nordrhein-Westfalen.

## Politische Laufbahn
Seit 1990 ist Dietmar Brockes Sachkundiger Bürger für die FDP-Fraktion im Brüggener Rat. Als sachkundiger Bürger war er seit 1994 im Kreistag Viersen aktiv, von 2004 bis 2014 war er ordentliches Mitglied des Kreistages. Bei den Kommunalwahlen 2014 kandidierte Brockes als Bürgermeisterkandidat für die Gemeinde Brüggen und erreichte die Stichwahl. Bei dieser unterlag er dem Bewerber der CDU.
Von 1994 bis 1997 war Brockes Vorsitzender der Jungen Liberalen im Kreis Viersen. Seit 1998 gehörte Brockes dem Landesvorstand der Liberalen an. 2023 verzichte Brockes auf eine erneute Kandidatur für den Landesvorstand und schied aus dem Gremium aus. 2000 übernahm er den Vorsitz des Bezirksverbandes.
Während der 13. Legislaturperiode war er Sprecher im Ausschuss für Europa- und Eine-Welt-Politik; außerdem gehörte er bis 2010 dem Verkehrsausschuss an. In der 14. Legislaturperiode war Brockes Sprecher der FDP-Fraktion für Wirtschaftspolitik, außerdem war er stellvertretender Vorsitzender des Ausschusses für Wirtschaft, Mittelstand und Energie einschließlich Grubensicherheit. Von Dezember 2009 bis 2012 war Brockes stellvertretender Vorsitzender seiner Landtagsfraktion. Bei der Landtagswahl 2010 errang er über die Landesliste erneut ein Landtagsmandat.
In der 15. Legislaturperiode gehörte Brockes als einer von zwei Vertretern des Landes Nordrhein-Westfalen dem in Brüssel tagenden Ausschuss der Regionen der Europäischen Union an. Auch bei den Landtagswahlen am 13. Mai 2012, am 14. Mai 2017 und am 15. Mai 2022 zog Brockes erneut in den Landtag ein. Bei allen sechs Landtagswahlen, bei denen Brockes kandidierte, wurde er über die Landesliste gewählt und war zudem im Landtagswahlkreis Viersen II angetreten, musste sich jedoch jeweils den CDU-Kandidaten geschlagen geben. In der 17. Legislaturperiode war er Vorsitzender des Ausschusses für Europa und Internationales und Sprecher für Industrie und Energie der FDP-Landtagsfraktion.

## Privatleben
Dietmar Brockes ist verheiratet und hat zwei Kinder.
Seit 1987 ist er Mitglied der St. Johannes-Bruderschaft Bracht und Hauptmann der Preußischen Grenadiere.
Er ist Mitglied bei Borussia Mönchengladbach und TSF Bracht.
Auf dem Oktoberfest 2022 wurde er von der Security mit Kabelbindern fixiert und der Polizei übergeben. Eigenen Angaben zufolge berührte er eine weibliche Person mit der flachen Hand im Gesicht. Die Staatsanwaltschaft München stellte ein Verfahren gegen Zahlung „einer niedrigen vierstelligen Geldauflage an eine gemeinnützige Organisation“ ein.